# Andrea Baroni Peretti
Andrea Baroni Peretti (ur. 29 listopada 1572, zm. 4 sierpnia 1629) – włoski kardynał.
Właściwie nazywał się Andrea Baroni. Był krewnym papieża Sykstusa V (1585–1590) i został przyjęty na dwór kardynała Alessandro Peretti de Montalto (1571–1623), prasiostrzeńca papieża i od nich dołączył do swego nazwiska trzon Peretti. W 1588 został protonotariuszem apostolskim.
Wybrany w 1592 papież Klemens VIII, który sam został wyniesiony do godności kardynalskiego przez Sykstusa V, w ramach tzw. gestu rendere il cappello postanowił powołać Andreę do Kolegium Kardynalskiego. Na konsystorzu 5 czerwca 1596 otrzymał godność kardynała diakona, a jako tytularne diakonie przydzielano mu kolejno kościoły S. Maria in Domnica (21 czerwca 1596), S. Angelo in Pescheria (15 marca 1600), S. Eustachio (13 listopada 1617) i S. Maria in Via Lata (11 stycznia 1621). Uczestniczył w obu konklawe w 1605, jako członek stronnictwa swego krewniaka Alessandro Perettiego. Od 11 stycznia do 19 kwietnia 1621 był protodiakonem Kolegium Kardynałów, w tej roli brał udział w konklawe 1621. Następnie 19 kwietnia 1621 został promowany do rangi kardynała prezbitera, otrzymując kolejno kościoły tytularne S. Agnese in Agone (5 maja 1621) i S. Lorenzo in Lucina (24 października 1621).
Na konklawe 1623 występował jako lider niewielkiej już wówczas frakcji nominatów Sykstusa V, ale z uwagi na stan zdrowia nie odegrał w jego trakcie większej roli i musiał je opuścić jeszcze przed wyborem kardynała Barberiniego na papieża Urbana VIII. Za jego pontyfikatu uzyskał promocję do rangi kardynała biskupa, najpierw Palestriny (16 września 1624), później Albano (2 marca 1626) i na końcu Frascati (14 kwietnia 1627).
W Kurii Rzymskiej był członkiem Kongregacji ds. Obrzędów oraz wiceprotektorem Polski w latach 1597–1622 (zastępował kardynała Alessandro Perettiego, swego krewniaka). Od 1623 był także protektorem Collegio Bonaventura w Rzymie, Collegio di Montalto w Bolonii, kaplicy sykstyńskiej w bazylice S. Maria Maggiore oraz rzymskiego konserwatorium S. Caterina della Rosa.
Zmarł w Rzymie w wieku 56 lat. Został pochowany w kościele S. Andrea della Valle.